# Сусанна Баварська
Сусанна Баварська (нім. Susanna von Bayern, 2 квітня 1502 — 23 квітня 1543) — баварська герцогиня з династії Віттельсбахів, донька герцога Баварії Альбрехта IV та ерцгерцогині Австрійської Кунігунди, дружина маркграфа Бранденбург-Кульмбаху Казимира, а після його смерті — пфальцграфа Нойбургу Отто Генріха.

## Біографія
Народилась 2 квітня 1502 року у Мюнхені. Була восьмою дитиною та п'ятою донькою в родині герцога Баварсько-Мюнхенського Альбрехта IV та його дружини Кунігунди Австрійської. Мала старших братів Вільгельма, Людвіга й Ернста та сестер Сідонію, Сибіллу та Сабіну. Ще одна сестра померла немовлям до її народження.
У 1505 році, після закінчення війни за Ландсгутський спадок, батько став герцогом всієї Баварії. Втім, вже у березні 1508 року він помер. Матір після його кончини усамітнилась у монастирі Пюттрих Регельхаус. Герцогство перейшло до найстаршого брата Сусанни, Вільгельма, який перший час правив під опікою дядька, Вольфганга Баварського.
У 16 років Сусанну видали заміж за 36-річного маркграфа Бранденбург-Кульмбаху Казимира. Її руку імператор Максиміліан I обіцяв маркграфу ще 1504 року. Вінчання пройшло 25 серпня 1518 року під час Аугсбурзького рейхстагу. Святкування тривали до від'їзду молодят у Ансбах 27 серпня, де продовжилися до 2 вересня.
У вересні 1527 року Казимир помер. Між маркграфинею та її діверем Георгом виникла суперечка щодо опіки над малолітніми дітьми. Сусанна, за його наполяганням, невдовзі переїхала до своєй удовиної резиденції в Нойштадт-на-Айші, хоча була незадоволена поганим станом місцевого замку. Георг не вважав за потрібне щось покращувати або змінювати в її удовиній частці. Суперечка щодо опіки була вирішена на його користь, однак маркграфині було дозволено виховувати дітей в своїй удовиній резиденції до його подальших розпоряджень. Жінка оттримувала прибуток від амтів Нойштадт, Хоенек і Даксбах.

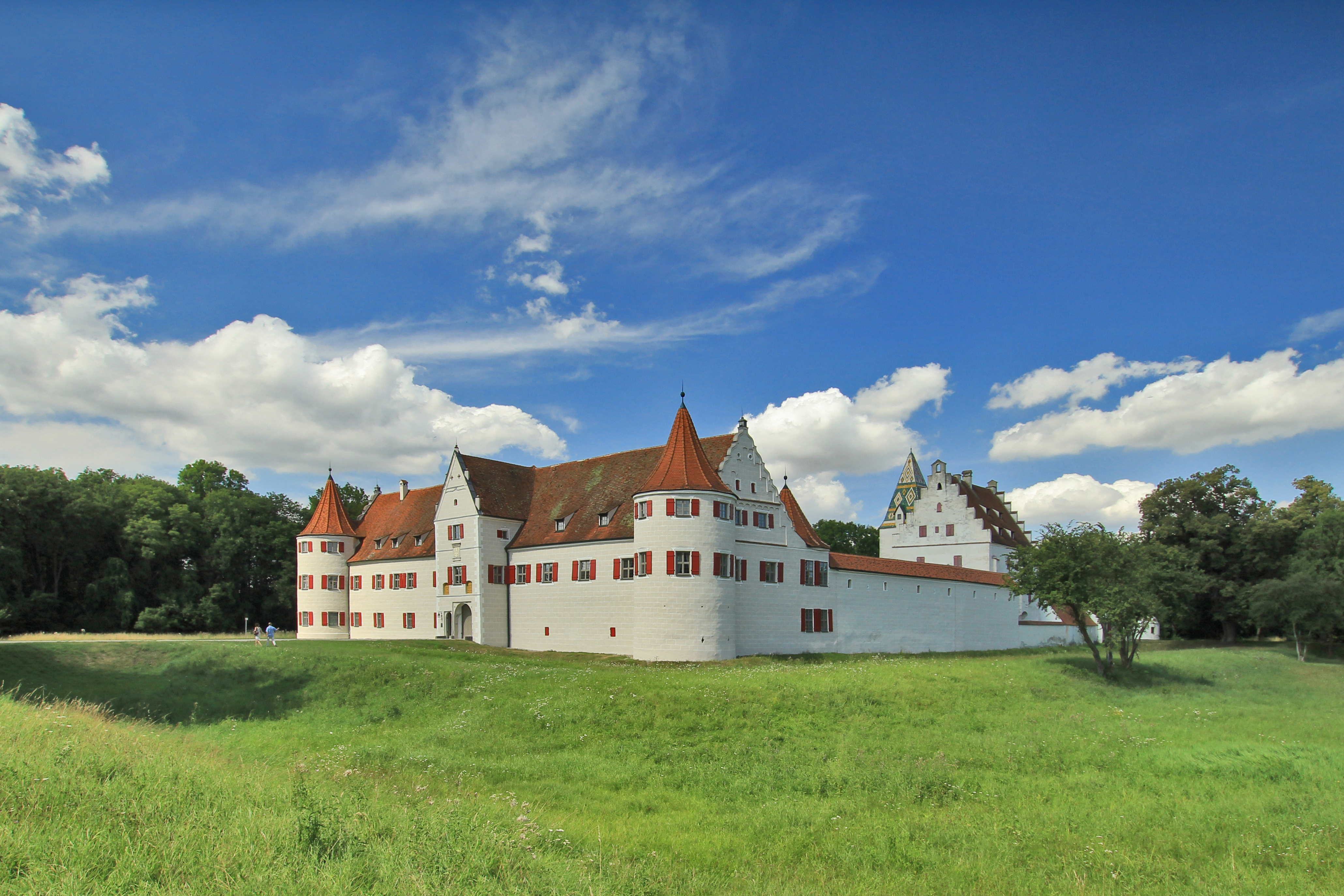
Мисливський замок Ґрюнау

У 27 років узяла другий шлюб із пфальцграфом Нойбургу Отто Генріхом, своїм однолітком. За свідченнями, він закохався у герцогиню, коли зустрічав її на в'їзді до Аугусбургу перед першим весіллям, перебуваючи у свиті імператора Максиміліана. Переговори щодо шлюбу велися її діверем Георгом і братами. У 1528 році було досягнуто попередньої домовленості. 14 липня 1529 року був підписаний шлюбний контракт. Як потенційна удовина резиденція для пфальцграфині передбачався замок Гільпольтштайну. Вінчання пройшло 16 жовтня 1529 у Нойбурзі. Основною резиденцією подружжя став місцевий замок, який перебудовувався в стилі епохи Відродження. У 1530 році Отто Генріх подарував дружині, як «ранковий подарунок», мисливський замок Ґрюнау в тугайовому лісі. 
Науковці знаходять ознаки того, що між парою могла існувати прихильність. Схоже, подружжя поділяло інтереси у дозвіллі, такому як полювання та танці. На будівлях, ювелірних виробах або одязі того часу часто з'являлися ініцали «OHS», що означали «Отто Генріх» і «Сусанна». Близькі відносини встановилися у пфальцграфа з шуринами, з якими його поєднувала пристрасть до полювання, лицарських ігор і стрільби з арбалету.
Дві вагітності пфальцграфині закінчилися викиднями. Не маючи спільних нащадків, подружжя здійснювало численні візити на курорти та паломництва. Отто Генріх також цікавився астрологією, аби отримати інформацію з цього питання. Ймовірною причиною безпліддя вказується підозра на сифіліс у пфальцграфа. Зрештою, шлюб залишився бездітним, а стосунки між подружжям зіпсувалися.
Коли 1542 року Отто Генріх навернувся у лютеранство, Сусанна продовжувала сповідувати католицтво.
Померла у Нойбурзі 23 квітня 1543 року. За висловленим раніше бажанням, була похована у Фрауенкірхе в Мюнхені.

## Родина

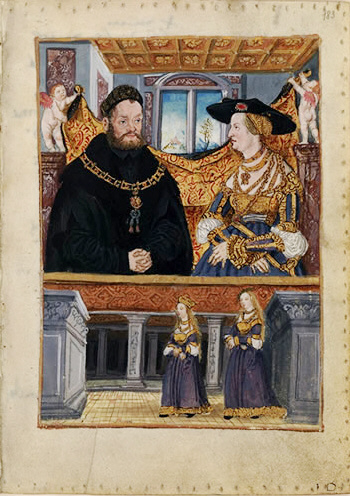
Казимир із Сусанною. Ілюстрація Нарциса Реннера з молитовника маркграфині близько 1520 року

1 Чоловік — Казимир, маркграф Бранденбург-Кульмбаський
Діти:
- Марія (1519—1567) — дружина курфюрста Пфальцу Фрідріха III Побожного, мала одинадцятеро дітей;
- Катерина (1520—1521) — прожила 3 місяці;
- Альбрехт (1522—1557) — маркграф Бранденбург-Кульмбаху у 1527—1553 роках, одруженим не був, дітей не мав;
- Кунігунда (1523—1558) — дружина маркграфа Баден-Пфорцгайму Карла II з Торбою, мала сина та доньку;
- Фрідріх (нар. та пом. 1525) — помер немовлям.

2 Чоловік — Отто Генріх Віттельсбах, курфюрст Пфальцький
Діти: не було